# Насер, Сальва Эйд
Сальва Эйд Насер (имя при рождении — Эбелечукву Агбапуонву (англ. Ebelechukwu Agbapuonwu), род. 23 мая 1998, Онича, Анамбра) — бахрейнская легкоатлетка нигерийского происхождения, специализируется в беге на короткие дистанции. Чемпионка мира 2019 года в беге на 400 метров, 4-кратная победительница Азиатских игр, многократная чемпионка Азии. Участница летних Олимпийских игр 2016 года.

## Биография
На чемпионате мира 2017 года в Лондоне на дистанции 400 метров стала серебряной медалисткой, показав результат 50,06.
На Азиатских играх 2018 года в Джакарте выиграла золото на дистанции 400 метров и в эстафете 4×100 метров, а также серебро в эстафете 4×400 метров.
3 октября 2019 года Сальва Эйд Насер в Дохе стала чемпионкой мира в беге на 400 метров, показав результат 48,14 и установив лучший результат сезона в мире и рекорд Азии.

## Персональные результаты
| Дисциплина | Время | Место     | Дата           |
| ---------- | ----- | --------- | -------------- |
| 100 метров | 11,24 | Саламанка | 8 июня 2019    |
| 200 метров | 22,51 | Пало-Алто | 30 июня 2019   |
| 400 метров | 48,14 | Доха      | 3 октября 2019 |